# Microrégion des Serras du Sud-Est

Localisation de la microrégion des Serras du Sud-Est

La microrégion de Pelotas est une des microrégions du Rio Grande do Sul appartenant à la mésorégion du Sud-Est du Rio Grande do Sul. Elle est formée par l'association de huit municipalités. Elle recouvre une aire de 16 512,614 km2 pour une population de 121 504 habitants (IBGE - 2005). Sa densité est de 7,4 hab./km2. Son IDH est de 0,744 (PNUD/2000).

## Municipalités[1]
- Amaral Ferrador
- Caçapava do Sul
- Candiota
- Encruzilhada do Sul
- Pinheiro Machado
- Piratini
- Santana da Boa Vista

## Microrégions limitrophes
- Pelotas
- Jaguarão
- Campanha méridionale
- Santa Maria
- Cachoeira do Sul
- Camaquã